# Франкфорт
Франкфорт (енгл. Frankfort) град је у САД у савезној држави Кентаки и њен главни град. Према попису из 2020. било је 28.602 становника.

## Географија
Франкфорт се налази на надморској висини од 155 m. 

## Демографија
По попису из 2010. године број становника је 25.527, што је 2.214 (-8,0%) становника мање него 2000. године.
|                   | 2010.           | 2000.           |
| Укупно            | 25 527 (100,0%) | 27 741 (100,0%) |
| Белци             | 19 287 (75,56%) | 22 505 (81,13%) |
| Афроамериканци    | 4 205 (16,47%)  | 4 078 (14,70%)  |
| Хиспаноамериканци | 961 (3,765%)    | 411 (1,482%)    |
| Остали            | 711 (2,785%)    | 487 (1,756%)    |
| Азијати           | 363 (1,422%)    | 260 (0,937%)    |